# Clatsop
De Clatsop waren een stam van de Chinook die aan de Pacifische kust rond Cape Adam in het huidige Oregon woonden. Zij spraken Clatsop, een dialect van het Lower Chinook. De expeditie van Lewis en Clark schatte hun aantal in 1806 op 300 personen. Na grotendeels te zijn uitgeroeid door ziekten die de blanken hadden meegebracht, trokken zij samen met andere resten van stammen naar het Grande Ronde reservaat in Oregon. In 1910 stonden daar nog 26 personen als Clatsop ingeschreven. In 1956 verloor de bevolking van het Grand Ronde reservaat zijn status als indiaan.
De Clatsop en de stammen die bij hen in de buurt leefden werden door Lewis en Clark beschreven als nieuwsgierig, spraakzaam, goed van geheugen en doorgaans vrolijk, maar nooit uitbundig. Vrouwen hadden volgens Lewis en Clark een lage positie in in de maatschappij. 